# Kitangladgebergte
Het Kitangladgebergte ligt in de provincie Bukidnon in het noorden van het Filipijnse eiland Mindanao ten westen van de provinciehoofdstad Malaybalay op zo'n 50 tot 60 kilometer ten zuidoosten van Cagayan de Oro. De hoogste berg van het Kitangladgebergte is Mount Dulang-Dulang. Deze berg is met haar 2938 meter slechts 26 meter lager dan de hoogste berg van de Filipijnen, Mount Apo. Tevens is het Kitangladgebergte een van de laatste gebieden in de Filipijnen waar de nationale vogel, de Filipijnse apenarend voorkomt.
In 1990 werd 30.650 hectare van het gebergte tot beschermd natuurgebied verklaard: het Mount Kitanglad Range National Park. In 1996 werd bovendien nog 14.480 hectare daaromheen tot bufferzone bestempeld. De diversiteit van de flora en fauna in het gebied is bijzonder groot. Zo zijn bij onderzoeken in 1992 en 1993 134 verschillende vogelsoorten aangetroffen. Daarnaast werden 58 verschillende zoogdiersoorten waargenomen.

## De hoogste bergtop
Het Kitangladgebergte omvat meer dan een dozijn bergen. De vijf hoogste zijn Mount Dulang-Dulang van 2938 meter, Mount Kitanglad van 2899 meter, Mount Maagnaw van 2742 meter, Mount Lumuluyaw van 2612 meter en Mount Tuminungan van 2400 meter.
Over de hoogte van de hoogste berg is wat onduidelijkheid. In het verleden werd als hoogste punt 2380 meter aangehouden. Meer recente metingen wijzen echter uit dat Mount Dulang-Dulang met 2938 meter de hoogste bergtop is. Daarmee zou de berg op Mount Apo na de hoogste berg van de Filipijnen zijn. Mount Kitanglad zou enkele tientallen meters lager zijn.

## Flora en fauna
Het natuurgebied is vooral belangrijk vanwege het feit dat er zowel laaglandbossen, als montane bossen als mossy bossen voorkomen. Veel diersoorten die in lager gelegen delen van het park voorkomen komen ook elders in de Filipijnen voor. In hoger gelegen gebieden komen echter veel soorten voor die alleen op Mindanao voorkomen. Drie en mogelijk zelfs vier zoogdiersoorten zijn zelfs alleen bekend van dit gebied. Dit zijn de vleermuis Alionycteris paucidentata en de knaagdieren Limnomys bryophilus en Crunomys suncoides. Een exemplaar van het vleermuizengeslacht Otomops is mogelijk de vierde endemische soort die dit gebergte vertegenwoordigt.
In de onderstaande uitklapbare lijst staan alle zoogdiersoorten waarvan bekend is dat deze in het gebergte voorkomen:
- Orde insecteneters (Eulipotyphla)
  - Filipijnse haaregel (Podogymnura truei)
  - Crocidura beatus
  - Muskusspitsmuis (Suncus murinus) (geïntroduceerd)
- Orde toepaja's (Scandentia)
  - Filipijnse toepaja (Urogale everetti)
- Orde huidvliegers (Dermoptera)
  - Filipijnse vliegende kat (Cynocephalus volans)
- Orde vleermuizen (Chiroptera)
  - Filipijnse vliegende hond (Acerodon jubatus)
  - Alionycteris paucidentata
  - Cynopterus luzoniensis
  - Dyacopterus rickarti
  - Eonycteris robusta
  - Grottenvleerhond (Eonycteris spelaea)
  - Haplonycteris fischeri
  - Harpyionycteris whiteheadi
  - Kleine langtongvleerhond (Macroglossus minimus)
  - Megaerops wetmorei
  - Ptenochirus jagori
  - Ptenochirus minor
  - Kalong (Pteropus vampyrus)
  - Rousettus amplexicaudatus
  - Coelops robinsoni
  - Hipposideros diadema
  - Hipposideros obscurus
  - Rhinolophus arcuatus (zowel de grote als de kleine vorm)
  - Rhinolophus inops
  - Rhinolophus macrotis
  - Rhinolophus virgo
  - Kerivoula hardwickii (mogelijk ook nog een tweede, gelijkende Kerivoula)
  - Miniopterus australis
  - Langvleugelvleermuis (Miniopterus schreibersii)
  - Murina cyclotis
  - Myotis sp. (verwant aan Myotis ater en M. muricola)
  - Philetor brachypterus
  - Pipistrellus spp. aff. javanicus (er zijn twee of drie soorten uit de javanicus-groep aanwezig)
  - Otomops sp.
- Orde primaten (Primates)
  - Filipijns spookdier (Tarsius syrichta)
  - Java-aap (Macaca fascicularis)
- Orde knaagdieren (Rodentia)
  - Exilisciurus concinnus
  - Petinomys crinitus
  - Sundasciurus philippinensis
  - Apomys hylocoetes
  - Apomys insignis
  - Batomys salomonseni
  - Bullimus bagobus
  - Crunomys melanius
  - Crunomys suncoides
  - Limnomys bryophilus
  - Limnomys sibuanus
  - Huismuis (Mus musculus) (geïntroduceerd)
  - Rattus everetti
  - Polynesische rat (Rattus exulans) (geïntroduceerd)
  - Aziatische zwarte rat (Rattus tanezumi) (geïntroduceerd)
  - Tarsomys apoensis
  - Tarsomys echinatus
- Orde roofdieren (Carnivora)
  - Loewak (Paradoxurus hermaphroditus)
  - Maleise civetkat (Viverra tangalunga)
- Orde evenhoevigen (Artiodactyla)
  - Filipijns wrattenzwijn (Sus philippensis)
  - Filipijnse sambar (Cervus mariannus)

## Natuurbescherming
Ondanks het feit dat het gebied grotendeels een beschermd natuurpark is worden er toch op diverse plekken illegaal bossen gekapt. Vooral het laaglandbos moet het hierbij ontgelden. Op sommige plekken, en dan vooral in de bufferzone, is het laaglandbos helemaal verdwenen. Bij onderzoeken naar de vogelsoorten in het gebied is gebleken dat 20 soorten die in de jaren 60 en 70 nog in de laaglandbossen voorkwamen lokaal uitgestorven zijn. Om de verder destructie van de laaglandbossen tegen te gaan werken diverse organisaties zoals het Philippine Eagle Foundation Inc (PEFI) en het Kitanglad Integrated NGO's (KIN) samen. Ze proberen bijvoorbeeld om de lokale bevolking over te halen om over te stappen op het verbouwen van permanente gewassen zoals koffie en Manila Hemp. Hierdoor wordt de noodzaak om bos te kappen voor nieuwe landbouwgronden weggenomen.